# Belnianka
Belnianka, Bełnianka, Makoszanka, rzeka w środkowej Polsce, źródłowy ciek Czarnej Nidy o długości 31,5 km (do połączenia z Lubrzanką) i powierzchni dorzecza 279 km². Płynie w Górach Świętokrzyskich, w województwie świętokrzyskim.
Rzeka powstaje z połączenia potoków źródłowych spływających z południowych stoków Łysogór i Pasma Orłowińskiego, płynie między Pasmem Daleszyckim i Pasmem Cisowskim, a poniżej Daleszyc łączy się z Lubrzanką, tworząc z nią Czarną Nidę.
Dopływy:
- lewe: Nidzianka, Trupień, Pierzchnianka
- prawe: Hutka, Belnianka spod Łysicy, Dajlonka, Bielinianka, Kakonianka, Stokowa[2]

Ważniejsze miejscowości nad Belnianką: Bieliny, Makoszyn, Belno, Daleszyce, Słopiec, Skorzeszyce, Napęków, Smyków, Borków.